# Inostemma hyperici
Inostemma hyperici is een vliesvleugelig insect uit de familie van de Platygastridae. De wetenschappelijke naam van de soort is voor het eerst geldig gepubliceerd in 1947 door Debauche.